# Aeropuerto de Ocotepeque
El Aeropuerto de Ocotepeque (OACI: MHNV), o Aeropuerto de Nueva Ocotopeque, es un aeródromo que sirve a la ciudad de Ocotepeque en el Departamento de Ocotepeque en Honduras. El aeródromo está en un valle con orientación norte-sur a 5 kilómetros al norte de la frontera con El Salvador y a 13 kilómetros al este de la frontera con Guatemala.

## Información técnica
La pista de aterrizaje está ubicada en el lado occidental de la ciudad. Los 140 metros del lado norte de la pista tienen presente varios árboles en su lado oriental. En dirección hacia el este y sureste del aeródromo el terreno es elevado y en las demás cuadrantes tiene un terreno en ascenso.
El VOR-DME de Ilopango (Ident: YSV) está ubicado a 82,6 kilómetros al sur del aeródromo.